# Boun Khun Khao
 (juin 2020).
 (septembre 2022).
Si vous disposez d'ouvrages ou d'articles de référence ou si vous connaissez des sites web de qualité traitant du thème abordé ici, merci de compléter l'article en donnant les références utiles à sa vérifiabilité et en les liant à la section « Notes et références ».
Le Boun Khun Khao est une fête agricole organisée dans les régions rurales du Laos entre fin janvier et début février. Cette fête célèbre la nouvelle récolte. Les riziculteurs stockent souvent le riz non décortiqué dans les temples locaux dans le cadre des célébrations.